# Almost Doesn’t Count
Az Almost Doesn’t Count Brandy amerikai énekesnő ötödik kislemeze második, Never Say Never című stúdióalbumáról. Több országban is a top 20-ba került a slágerlistán. Brandy előadta a dalt az 1999-ben bemutatott Double Platinum című filmben, melyben ő és Diana Ross is szerepelt.
2000-ben Mark Wills countryénekes feldolgozta a dalt Permanently című albumán, és megjelentette az album első kislemezeként. Ez a változat a 19. helyet érte el a Billboard countryslágerlistáján.

## Számlista
CD maxi kislemez (USA, Egyesült Királyság, Németország)
1. Almost Doesn’t Count (Radio Remix) – 3:37
2. Almost Doesn’t Count (Album Version) – 3:35
3. Almost Doesn’t Count (DJ Premier Remix) – 3:47

CD maxi kislemez (Egyesült Királyság)
1. Almost Doesn’t Count (Pull Club Radio Edit) – 4:15
2. Almost Doesn’t Count (Club Remix) – 4:37
3. Have You Ever? (Soul Shank Remix) – 5:40

CD maxi kislemez (Ausztrália)
1. Almost Doesn’t Count (Radio Remix) – 3:37
2. Almost Doesn’t Count (Album Version) – 3:35
3. Almost Doesn’t Count (Pull Club Radio Edit) – 4:15
4. Almost Doesn’t Count (DJ Premier Remix) – 3:45
5. Almost Doesn’t Count (Pull Club Extended Remix) – 4:37

12" maxi kislemez (USA)
1. Almost Doesn’t Count (Pull Club Extended Remix) – 8:10
2. Almost Doesn’t Count (DJ Premier Remix) – 3:45
3. Almost Doesn’t Count (Album Version) – 3:39
4. Almost Doesn’t Count (Pull Club Extended Remix) – 4:37
5. Almost Doesn’t Count (DJ Premier Instrumental) – 3:43
6. Almost Doesn’t Count (A Cappella) – 3:30

## Helyezések
| Slágerlista (1999)                      | Legmagasabb helyezés |
| --------------------------------------- | -------------------- |
| USA Billboard Hot 100                   | 16                   |
| USA Billboard Hot R&B/Hip-Hop Singles   | 16                   |
| USA Billboard Top 40 Mainstream Singles | 15                   |
| USA Billboard Rhythmic Singles          | 8                    |
| Brit kislemezlista                      | 15                   |
| Német kislemezlista                     | 88                   |
| Új-zélandi kislemezlista                | 13                   |